# Herman Witte

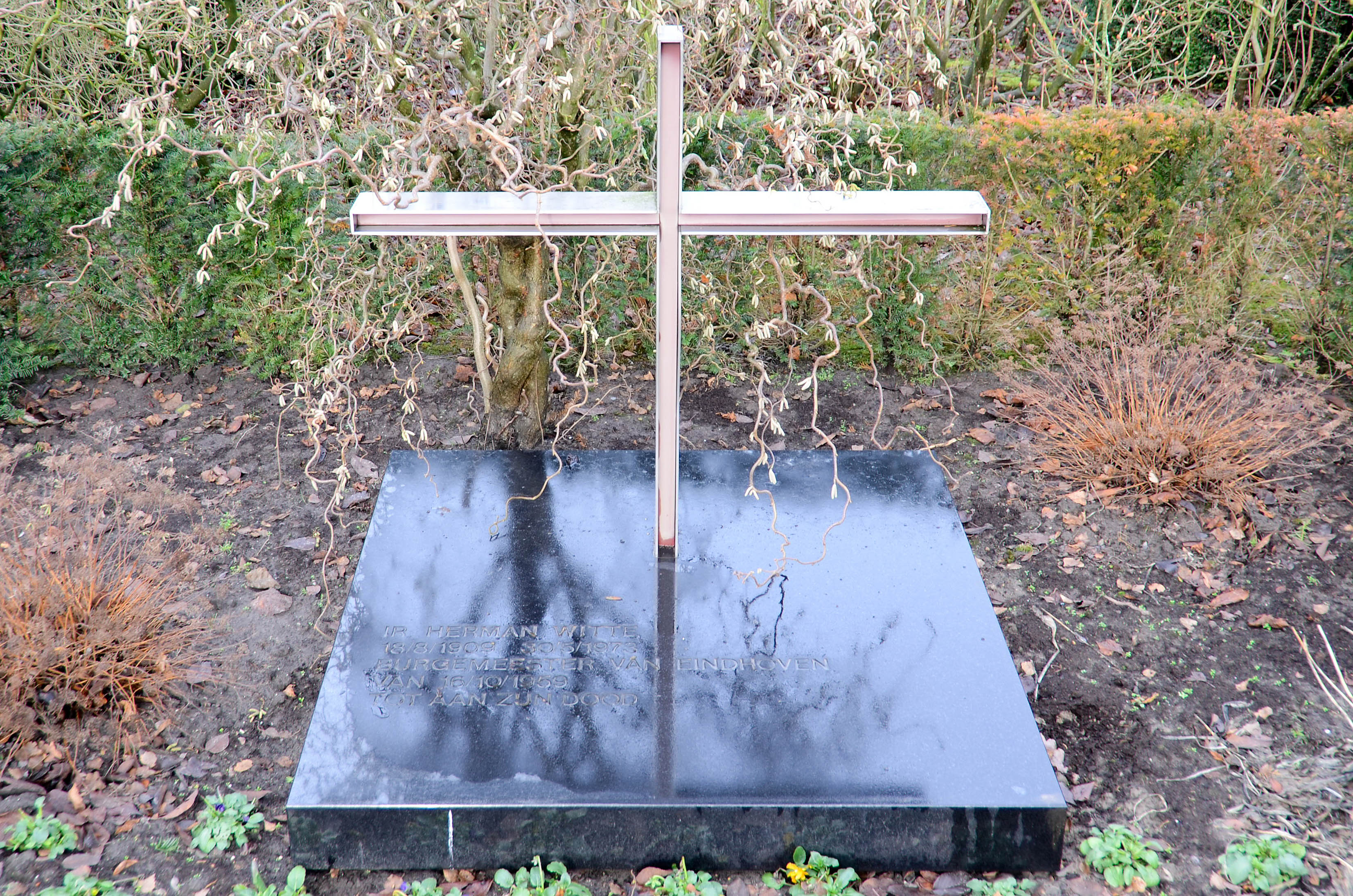
Graf van Herman Witte, Gemeentelijke begraafplaats Woensel, Eindhoven

Herman Bernard Jan Witte (Harlingen, 18 augustus 1909 - Eindhoven, 30 mei 1973) was een KVP-minister van Volkshuisvesting in de jaren vijftig. Hij was vóór zijn ministerschap waterstaatkundig ingenieur en directeur van gemeentewerken van Bergen op Zoom. Als waarnemend en vanaf 1 mei 1946 'gewoon' burgemeester van Bergen op Zoom leidde Witte een programma van materiële en culturele wederopbouw.
Tijdens zijn ambtsperiode als minister maakte de bouwsector een flinke groei door. Hij nam verder de voorbereiding van de Wet op de ruimtelijke ordening en een omvangrijke herziening van de Woningwet ter hand.
Witte keerde in 1959 terug naar het burgemeestersambt (in Eindhoven) en onderbrak dit kortstondig toen hij minister werd in het kabinet-Zijlstra. In Eindhoven maakte hij werk van woningbouw en onteigende grote stukken grond. Onder zijn burgemeesterschap groeide het aantal woningen in Eindhoven van 37.059 naar 58.465. Witte haalde Duitse verkeersadviseurs naar Eindhoven om een verkeersplan te maken. Dankzij hen beschikt Eindhoven nu over brede ontsluitingswegen.
Hij had in de staatscommissie Cals/Donner een waardevolle inbreng als wijze, ervaren bestuurder. Hij kreeg de onderscheiding van Grootofficier in de Orde van Oranje-Nassau op 9 juni 1959.
In september 1972 pleegde de voornamelijk rondom Eindhoven actieve Rode Jeugd een bomaanslag op zijn huis.
Witte overleed in 1973 na twee hersenoperaties. Hij was toen nog in het ambt. In de raadsvergadering van 3 juli 1973 werd hem postuum en met terugwerkende kracht het ereteken van de stad Eindhoven toegekend.
Witte was 12 oktober 1939 te Utrecht gehuwd met Angelina Maria Antonia Jozefine Wüst, geboren in 1918 te Utrecht, en was een zoon van Henri Theodor Witte (eigenaar van een textielhandel en gemeenteraadslid in Harlingen) en Helena Margaretha Maria Ensink.
- Biografisch Portaal: 01087687
- Parlement.com: vg09lld3f4z7